# ペデロッバ
ペデロッバ（伊: Pederobba）は、イタリア共和国ヴェネト州トレヴィーゾ県にある、人口約7,300人の基礎自治体（コムーネ）。

## 地理

### 位置・広がり

#### 隣接コムーネ
隣接するコムーネは以下の通り。括弧内のBLはベッルーノ県所属を示す。
- セッテヴィッレ（アラーノ・ディ・ピアーヴェ、BL）
- カヴァーゾ・デル・トンバ
- コルヌーダ
- クロチェッタ・デル・モンテッロ
- モンフーモ
- ヴァルドッビアーデネ
- ヴィドール

### 気候分類・地震分類
気候分類では、zona E, 2638 GGに分類される。
また、イタリアの地震リスク階級 (it) では、zona 2 (sismicità media) に分類される。

## 行政

### 分離集落
ペデロッバには、以下の分離集落（フラツィオーネ）がある。
- Covolo, Onigo (sede comunale), Levada, Pederobba

## 姉妹都市
- Hettange-Grande、フランス 1982年
- Jacutinga、ブラジル 2008年